# Festuca popovii
Festuca popovii är en gräsart som beskrevs av Evgenii Borisovich Alexeev. Festuca popovii ingår i släktet svinglar, och familjen gräs. Inga underarter finns listade i Catalogue of Life.